# شاشي نايدو
شاشي نايدو Shashi Naidoo	 من مواليد 4 نوفمبر 1980 هي ممثلة و مقدمة برامج تلفزيونية ، وعارضة أزياء و مدونة موضة و رائدة أعمال من جنوب أفريقيا.

## السيرة الذاتية والمهنية
ولدت شاشي نايدو وترعرعت في بورت إليزابيث ، حيث حصلت على شهادة الثانوية من مدرسة ألكساندر رود(Alexander Road) في عام 1997. وانتقلت إلى جوهانسبرغ لدراسة تخصص الكيروبراكتيكمعالجة يدوية في جامعة جوهانسبرغ، وأكملت دراستها فيه عام 2007 .
لفت أنظار الجميع في عام 2004 ، عندما لعبت دور ليندا ماكجينتي ،في مسلسل  Backstage) South African TV series) الذي عرض على قناة e.tv .

## وصلات خارجية
- شاشي نايدو على موقع IMDb (الإنجليزية)
- Shashi Naidoo's fashion blog